# 206265 Radian
206265 Radian è un asteroide della fascia principale. Scoperto nel 2002, presenta un'orbita caratterizzata da un semiasse maggiore pari a 3,112248 UA e da un'eccentricità di 0,139443, inclinata di 12,514102° rispetto all'eclittica.
Il radiante è un'unità angolare nel sistema internazionale di unità di misura (SI).